# Brinkheurne

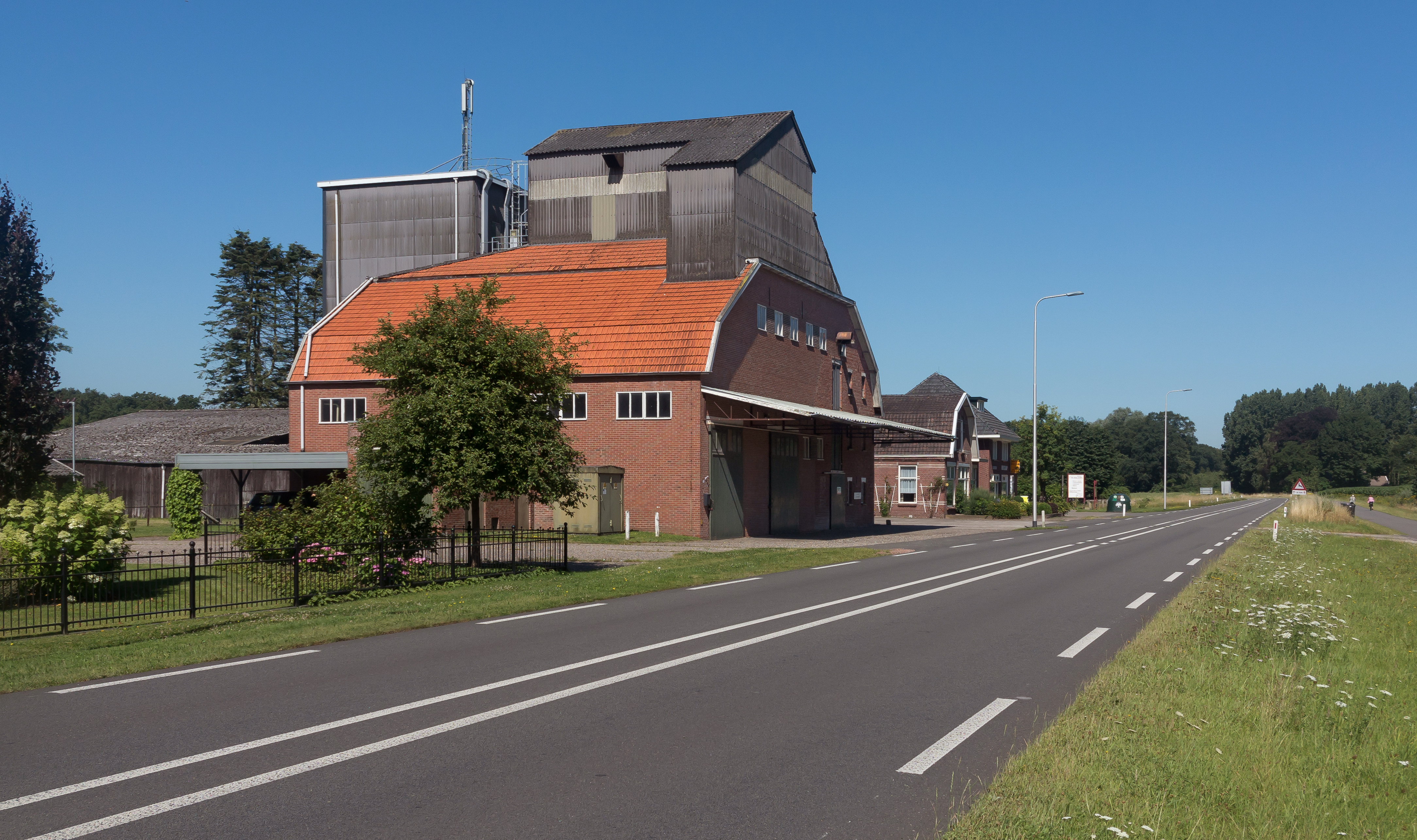
Brinkheurne, ferme

Brinkheurne est un hameau situé dans la commune néerlandaise de Winterswijk, dans la province de Gueldre. Le 1er janvier 2006, cette localité comptait 271 habitants.